# Довге (гідрологічний заказник)
До́вге — гідрологічний заказник місцевого значення в Україні. Розташований у межах Бахмацького району Чернігівської області, між селами Острів, Кошмалів і Суховодка. 
Площа 25 га. Статус присвоєно згідно з рішенням Чернігівського облвиконкому від 27.12.1984 року № 454; від 28.08.1989 року № 164. Перебуває у віданні ДП «Борзнянське лісове господарство» (Бахмацьке л-во, кв. 1, 2). 
Статус присвоєно для збереження лучно-болотного природного комплексу в долині колишнього рукава річки Борзенки. На підвищених ділянках є кілька невеликих дібров. Зростають також осика, вільха і багато чагарників.